# Eroe del lavoro socialista (Albania)
Eroe del lavoro socialista (in albanese: Hero i Punës Socialiste) è un'onorificenza della Repubblica Popolare Socialista d'Albania e degli altri paesi aderenti al patto di Varsavia, ed era il massimo riconoscimento attribuito per meriti eccezionali in campo economico e culturale. 